# Manyar
Manyar is een bestuurslaag in het regentschap Lamongan van de provincie Oost-Java, Indonesië. Manyar telt 2359 inwoners (volkstelling 2010).